# Christmas Without You
Christmas Without You è un singolo della cantante statunitense Ava Max, pubblicato il 15 ottobre 2020.

## Video musicale
Il video musicale è stato reso disponibile il 17 dicembre 2022.

## Tracce
Testi e musiche di Amanda Ava Koci, Henry Walter, Gian Stone, Jesse Aicher e Sam Martin.
1. Christmas Without You – 2:49

## Formazione
Musicisti
- Ava Max – voce
- Cirkut – tastiere, programmazione
- Gian Stone – basso, tastiere, programmazione
- Mark Schic – chitarra
- Yasmeen "YAS" Al-Mazeedi – strumenti a corda
- Knut Thum – tastiere

Produzione
- Cirkut – produzione, ingegneria del suono
- Gian Stone – produzione, ingegneria del suono
- Chris Gehringer – mastering
- Șerban Ghenea – missaggio
- Rafael Fadul – ingegneria del suono
- John Hanes – missaggio, ingegneria del suono

## Classifiche
| Classifica (2020-24) | Posizione massima |
| -------------------- | ----------------- |
| Austria              | 31                |
| Belgio (Fiandre)     | 42                |
| Belgio (Vallonia)    | 75                |
| Corea del Sud        | 86                |
| Croazia              | 24                |
| Finlandia            | 39                |
| Germania             | 28                |
| Irlanda              | 42                |
| Lituania             | 43                |
| Paesi Bassi          | 69                |
| Regno Unito          | 43                |
| Svizzera             | 32                |

## Date di pubblicazione
| Paese       | Data di pubblicazione | Formato                      | Etichetta | Note   |
| ----------- | --------------------- | ---------------------------- | --------- | ------ |
| Mondo       | 15 ottobre 2020       | Download digitale, streaming | Atlantic  | [ 14 ] |
| Regno Unito | 5 dicembre 2020       | Adult contemporary radio     | Atlantic  | [ 15 ] |